# Arthroleptis perreti
Espèce
Statut de conservation UICN

 EN B1ab(iii) : En danger
Arthroleptis perreti est une espèce d'amphibiens de la famille des Arthroleptidae.

## Répartition
Cette espèce est endémique du Cameroun. Elle se rencontre de 1 400 à 2 200 m d'altitude sur le mont Manengouba.

## Étymologie
Cette espèce est nommée en l'honneur de Jean-Luc Perret.

## Publication originale
- Blackburn, Gonwouo, Ernst & Rödel, 2009 : A new squeaker frog (Arthroleptidae: Arthroleptis) from the Cameroon Volcanic Line with redescriptions of Arthroleptis adolfifriederici  Nieden, 1911 "1910" and A. variabilis Matschie, 1893. Breviora, no 515, p. 1-23 (texte intégral).